# Filtom
株式会社FILTOM（フィルトム、英：FILTOM Inc.）は日本・福岡県北九州市にある北九州学術研究都市に拠点を置く研究開発型メーカーであり、主に生プラセンタ化粧品を製造販売している。独自のPD膜分離技術（孔拡散法）による海水淡水化実現を企業活動の目標としており、製造している商品もPD膜分離技術によるものが多い。

## 沿革
- 2014年 -北九州学術研究都市に尾池哲郎が株式会社FILTOMを設立。PD膜分離技術の特許取得。
- 2016年 - クラウドファンディングによる資金募集開始。
- 2017年 - 株式会社FILTOMマーケティング設立。
- 2022年 - 孔拡散研究所設立。

## 技術

### PD膜分離技術（Pore Diffusion: 孔拡散）
高濃度、高粘度の水溶液中のナノサイズの粒子を安定的に分離精製するフィルター技術。腎臓の糸球体や尿細管がモデルとなっており、完全再生セルロース製の高親水性の膜の表面を一定以上の流速で原液を流し、緩やかに分離精製する。膜の細孔（Pore）中を緩やかに拡散（Diffusion）させることによって、活性たんぱく質などの壊れやすい粒子の損傷や吸着を防ぎながら分離精製することができる。

### 生プラセンタ
真鍋征一博士（福岡女子大学名誉教授）が発明した「孔拡散膜分離法」によって生み出され、尾池哲郎博士（株式会社FILTOM創業者）と共同で特許化された世界初の生プラセンタエキス。

### 帰水性クリーム技術
肌につけた際に、皮膚表面の還元性などの影響によってエマルジョンが水成分とオイル成分に戻るように調合されたクリーム。水溶性成分の角質層への浸透を助け、オイル成分が肌表面を保護する作用を助ける。

### ジェル状純石鹸
高速回転のチョッパーミキサーで泡を微細に粉砕し安定化させた純石鹸フォーム。

### 微生物育成リップ
唇の微生物（常在菌）を育成するリップ。ビタミン不足やストレス、乾燥などにより、常在菌が住む環境が乱れると、他の菌が繁殖。それが口唇ヘルペスや口角炎など唇トラブルの原因になる。リップで常在菌（主にプロピオン酸菌）を育て菌バランスを整えれば、健やかな唇を保てる。